# Carlos Saboga
Carlos Alberto Mendes Saboga (* 17. Dezember 1936 in Figueira da Foz) ist ein portugiesischer Drehbuchautor und Filmkritiker. Er lebt in Frankreich.

## Leben
Saboga ist im Seebad Figueira da Foz geboren und aufgewachsen. In den 1960er Jahren verließ er Portugal und dessen autoritäre Salazar-Diktatur und ging nach Frankreich ins Exil. Nach weiteren Aufenthalten in Italien und Algerien ließ er sich schließlich in Paris nieder.
Er wurde Journalist und Filmkritiker für Zeitung, Radio und Fernsehen. Vor allem seine schreibenden Tätigkeiten brachten ihn dem Verfassen von Drehbüchern näher. Seine ersten Arbeiten an Drehbüchern tätigte Saboga bereits in Italien Ende der 1960er Jahre, darunter mit Giuseppe Ferrara für dessen Film Il sasso in bocca (1969). Sein Name wurde jedoch zumeist noch nicht im jeweiligen Abspann genannt. Erstmals wurde ein eigenes Drehbuch Sabogas 1984 durch den portugiesischen Regisseur António-Pedro Vasconcelos verfilmt. Der Kriminalfilm O Lugar do Morto (dt.: Der Platz des Toten) hatte enormen Erfolg an den Kinokassen und erhielt zudem die Anerkennung der Kritik. Der Film brach alle Zuschauerrekorde und gilt als ein historischer Kassenschlager in der neueren Geschichte des Portugiesischen Films, der das heimische Kino der breiten Öffentlichkeit im Land nach der Nelkenrevolution wieder näher brachte. Seither wurden Drehbücher Sabogas vom französischen und portugiesischen Kino verfilmt, und sie waren in beiden Ländern Grundlage für Fernsehproduktionen, sowohl Filme als auch Serien.
Weitere Bekanntheit erlangte Saboga durch seine Drehbücher zu Raúl Ruiz’ Projekten Die Geheimnisse von Lissabon (2010, Kino und Fernseh-Mehrteiler) und Lines of Wellington – Sturm über Portugal (2012, Kino und Fernseh-Mehrteiler, nach Ruiz’ Tod 2011 von dessen Witwe Valeria Sarmiento gedreht).
Am 6. April 2013 hatte Sabogas erste eigene Regiearbeit Kinopremiere. Foto wurde in Anwesenheit Sabogas, der Schauspielerin Marisa Paredes und des Produzenten Paulo Branco auf dem 23. Filmfestival von Beauvais, dem Festival du Film Région d'Europe de Beauvais, der Öffentlichkeit vorgestellt. Der Film lief zuvor bereits im Wettbewerb verschiedener Festivals, so auf dem Filmfestival von Rom.

## Filmografie

### Regie
- 2012: Foto (auch Photo)
- 2015: A Uma Hora Incerta

### Drehbuch
- 1984: O Lugar do Morto (R: António-Pedro Vasconcelos)
- 1988: Matar Saudades (R: Fernando Lopes)
- 1990: Ransom (Kurzfilm, R: Joaquim Leitão)
- 1990: Formule 1 (Fernsehserie)
- 1991: Napoléon et l'Europe (Fernsehserie)
- 1992: Aqui D'El Rei! (TV-Film, R: António-Pedro Vasconcelos)
- 1992: Auf Wiedersehen, Prinzessin (Adeus Princesa), R: Jorge Paixão da Costa
- 1992: Retrato de Família (R: Luís Galvão Teles)
- 1992: Un ballon dans la tête (TV-Film, R: Michaëla Watteaux)
- 1992: Le fils d'un autre (TV-Film, R: Michel Lang)
- 1994: Le trajet de la foudre (TV-Film, R: Jacques Bourton)
- 1997: Les filles du maître de chai (TV-Film, R: François Luciani)
- 1999: Jaime (R: António-Pedro Vasconcelos)
- 2004: O Milagre segundo Salomé (R: Mário Barroso)
- 2008: Um Amor de Perdição (R: Mário Barroso)
- 2010: Die Geheimnisse von Lissabon (Mistérios de Lisboa) (R: Raúl Ruiz)
- 2011: Die Geheimnisse von Lissabon (TV-Mehrteiler)
- 2012: Lines of Wellington – Sturm über Portugal (Linhas de Wellington, R: Valeria Sarmiento)
- 2012: As Linhas de Torres Vedras (TV-Mehrteiler)
- 2012: Photo (auch Regie)
- 2015: A Uma Hora Incerta (auch Regie)
- 2018: O Caderno Negro (R: Valeria Sarmiento)
- 2020: Ordem Moral (R: Mário Barroso, 2021 auch TV-Dreiteiler)
- 2021: O Livro Negro do Padre Dinis (TV-Vierteiler)